# 報身

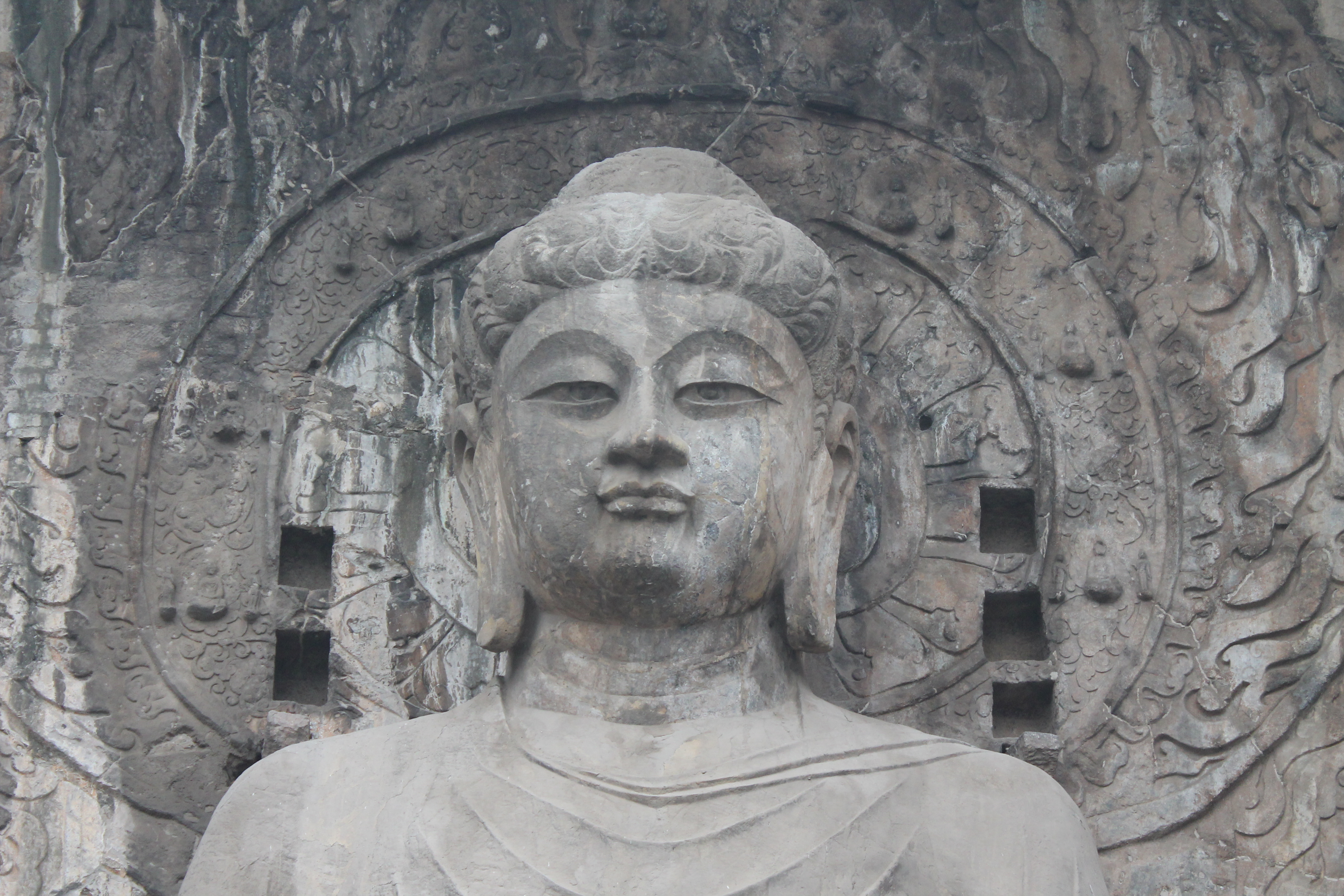
盧舍那佛是报身佛。图为龙门石窟奉先寺的卢舍那大佛像。

受用身（梵語： 三菩伽(gā)迦耶；藏語：ལོངས་སྤྱོད་རྫོགས་པའི་སྐུ་，威利转写：long spyod rdzogs pa'i sku，THL：long chö dzok pé ku），又稱報身，佛三身之一，是指以法身为因，经过修行而获得佛果位之身，表示证得绝对真理、显示佛智，具有三十二相八十種好
。受用身同時也是地上菩萨所见身，住色究竟天為菩薩說法。報身具有兩種受用功能，分為自受用報身與他受用報身。

## 字源
梵語：的字根來自bhuj，意為食用、享用，其前綴字sam-，有共同、集合、匯聚之意。梵語：是身體之意。由字面意思來說，受用身是諸佛菩薩經過長久修行、圓滿一切資財之後，其福報集合而成的圓滿色身，由此身體可享受種種禪悅與財富帶來的快樂。

## 註腳
1. ↑  近年来台湾地区有些人习惯以中文的国语发音qié称呼此处的"伽"字，大陆地区有些人习惯以中文的普通话发音jiā称呼此处的"伽"字，然而实际上此处的"伽"字发音应为外语音译成汉语时的发音gā，这才是中国古时汉地将梵语和巴利语音译成古汉语时所选最接近发音的"伽"字的正确发音，类似的例子还有梵语和巴利语sangha音译成汉语的"僧伽""僧伽兰"和Lanka音译成汉语的"楞伽"以及希腊语和英语音译成汉语的"伽利略"和"伽玛刀"等等，其中的"伽"字发音本来也都应为gā，但近代在一些人，特别是其中有的名人的错误读音的影响下，也发生了混乱。
2. ↑  元弼聖.  (PDF). 圓光佛學學報: 119.   [2019-01-12]. （原始内容存档 (PDF)于2020-08-08）.
3. ↑  釋善音. . 國立台灣大學圖書館.   [2019-01-12]. （原始内容存档于2016-08-01）.